# Yellow Hammer
'Yellow Hammer' est un cultivar de rosier floribunda obtenu en 1956 par le rosiériste britannique Samuel McGredy. Il compte parmi les rosiers jaunes les plus réputés grâce à sa floribondité et à la délicatesse de ses coloris.

## Description
Ce rosier très florifère donne des fleurs moyennes de couleur jaune en coupe de 48 pétales au léger parfum de pomme. Elles fleurissent tout au long de la saison. Son buisson érigé mesure de 50 cm à 70 cm de hauteur, parfois 100 cm en climat doux.
Sa zone de rusticité est de 6b, c'est donc un rosier supportant les hivers froids (-15° à -20°). Il a besoin d'être taillé avant le printemps. 
Le rosier 'Yellow Hammer' est issu de 'Poulsen's Yellow' (Poulsen 1938) et d'un semis non révélé au public.